# چری گروو (اورگن)
چری گروو (به انگلیسی: Cherry Grove) یک منطقهٔ مسکونی در ایالات متحده آمریکا است که در شهرستان واشینگتن، اورگن واقع شده‌است.